# Driekleurenvliegenvanger
De driekleurenvliegenvanger (Ficedula zanthopygia) is een vogelsoort uit de familie van de muscicapidae (vliegenvangers). De vogel wordt vaak nog beschouwd als een ondersoort van de geelbrauwvliegenvanger (F. narcissius  zanthopygia), net de groenrugvliegenvanger.

## Kenmerken
De driekleurenvliegenvanger lijkt sterk op de geelbrauwvliegenvanger en is even groot (gemiddeld 13 cm). Het meest opvallende verschil is de witte, in plaats van gele, wenkbrauwstreep.

## Verspreiding en leefgebied
Het is een trekvogel die broedt in Oost-Azië en overwintert in Zuidoost-Azië. De driekleurenvliegenvanger broedt in het oosten van Mongolië, het Russische Verre Oosten, Transbaikalië, het Koreaans Schiereiland en het oosten, midden en zuiden van China. Sporadisch in het westen van Japan. De overwinteringsgebieden liggen op het schiereiland Malakka en Sumatra.

## Status
De driekleurenvliegenvanger heeft een groot verspreidingsgebied en daardoor alleen al is de kans op uitsterven uiterst gering. De grootte van de populatie is niet vastgesteld, maar er is geen aanleiding te veronderstellen dat de soort in aantal achteruit gaat. Om deze redenen staat deze soort als niet bedreigd op de Rode Lijst van de IUCN.